# Дешари, Лоик
Лоик Дешари (род. в 1965 году, Сюрен, Франция) — французский разработчик свободного программного обеспечения и активист, который работает в этой сфере с 1987 года. Дешари в настоящее время делает вклад в проекты свободного программного обеспечения и занимает пост президента Фонда свободного программного обеспечения во Франции. Он является спикером проекта GNU и ассоциации April.

## Карьера
Дешари начал свою карьеру в 1986 году как разработчик Си и Лисп. В 1987 году его наняли преподавать UNIX и программирование. В 1988 году Lectra начала выпуск аппаратных средств на основе 68k, а Дешари работал над Unix System V, используя GNU Compiler Collection. Когда проект был завершён, в 1989 году он взял академический отпуск, чтобы создать Gna!, некоммерческую группу для разработки и распространения свободного программного обеспечения. Дешари вернулся к разработке ПО в Tic Tac Toon и Франс-Пресс, где он выучил C++.
В 1995 году он основал поисковую систему Ecila, которую приобрела Tiscali и ликвидировала в 2001 году. После двух лет, посвящённых Фонду свободного ПО Франции, в 2003 году Дешари работал в INRIA над технологиями RFID. Начав с Mekensleep в 2004 году, Дешари написал ПО для игры в покер, которое было выпущено в рамках проекта PokerSource. В 2007 году он его нанял OutFlop, стартап, основанный на базе PokerSource и специализирующийся на программном обеспечении и услугах, связанных с покером. В 2011 году он стал фрилансером в сфере свободного ПО и работал на XiVO и cardstories.
В январе 2012 года Лоик стал участвовать в проекте OpenStack, а сейчас работает разработчиком Ceph File System.

## Некоммерческая карьера

### Gna!
Когда в 1987 году Дешари стал работать на Axis, он начал распространять копии свободного ПО, такого как Emacs или GNU Compiler Collection, на магнитных лентах. В то время было трудно получить доступ к Интернету, и он стал дистрибьютором программного обеспечения. После работы над проектом Lectra в 1989 году Дешари создал некоммерческую организацию Gna! (Gna’s Not Axis).
Хотя первоначальной целью Gna! была разработка свободного программного обеспечения, организация начала с распространения новостей и почты. Подключение к провайдеру новостей и почты в Вашингтоне, округ Колумбия, была предоставлена Франс-Пресс через спутниковую связь. В 1990 году почтой и новостными лентами Gna! пользовались более 200 некоммерческих организаций, частных лиц и компаний.
Gna! продолжала распространять свободное программное обеспечение на магнитных лентах. Компиляция из источников была трудной и Дешари снабжал скомпилированными бинарными файлами Motorola 680x0, x86 и SPARC. Он передавал ленты в магазин Le Monde en «tique», который продал их своим клиентам.
Однажды Ричард Столлман посетил Францию и встретился с Дешари, когда тот начал распространять свободное программное обеспечение. В первый год работы Gna! Дешари воспользовался присутствием Столлмана во Франции для организации конференций в Национальной высшей школе искусств и ремёсел, Университете Париж VIII и Школе информатики и передовых методов.
В 1990 году Дешари уступил пост руководителя Gna! своему другу Хьюго Лафаржу, который и стал президентом. В 1996 году он встретился с основателями April, French Free Sotftware NGO, которым пожертвовал первый сервер Ecila.

### GNU Savannah
Дешари вернулся к более активной некоммерческой работе в 2000 году, когда написал код для вновь созданной платформы SourceForge.net. В попытке понять динамику проекта он отправился в офис Geeknet и встретился с Эриком Рэймондом и Тимом Пердью, но чувствовал, что команда была слишком сосредоточена на внутренних взаимодействиях, чтобы принять нового сотрудника. Тем не менее, он ознакомился с опубликованной базой кодов, и, когда Geeknet начал использовать проприетарное программное обеспечение, он создал альтернативную платформу с использованием новейшей кодовой базы свободного программного обеспечения: GNU Savannah. В начале 2001 года Дешари выделил средства на покупку оборудования для офисов Фонда свободного ПО и переехал в Бостон, чтобы помочь с установкой. В конце 2001 года, когда Geeknet просил Дешари защитить его вклад авторским правом, он опубликовал статью, объясняющую, почему пришло время отойти от SourceForge. В 2002 году Дешари постепенно делегировал свои обязанности вкладчикам GNU Savannah и сотрудникам Фонда свободного ПО и в 2003 году отошёл от дел.

### Соблюдение копилефта
В 2001 году Фонд свободного ПО установил присутствие в Европе, и Дешари принял участие в процессе создания филиала фонда во Франции стал первым вице-президентом европейского филиала. В дополнение к поддержке развития GNU Savannah Фонд Франции помогал местным разработчикам и компаниям с соблюдением лицензий GNU. Вместе с Брэдли Куном, на то время исполнительным директором Фонда свободного ПО, Дешари разработал первый контракт нового GPL Compliance Labs с французским правительственным агентством. Его постоянное стремление распространения копилефта дало ряд видимых результатов, таких как опубликование С&CS Orange и SFR и судебное дело с участием Free. В 2009 году Дешари присоединился к совету директоров Software Freedom Conservancy.

### EUCD.INFO
В конце 2002 года Дешари начал беспокоиться отсутствием протеста против Директивы ЕС об авторском праве, нормы которой должны были быть закреплены во французском законодательстве. Из-за проблем, которые могли возникнуть у свободного программного обеспечения, он выступил с инициативой EUCD.INFO. После шести месяцев лоббирования он нанял работать в Фонде свободного ПО Франции и делегировал ему свои обязанности. Дешари перестал играть важную роль в жизни Фонда, хотя он постоянно следил за его работой через своего друга Жереми Циммермана, преемника Кристофа Эсперна и соучредителя и спикера La Quadrature du Net.

### Gna! и хостинг
В конце 2003 года компромисс GNU Savannah создал напряжённость в управлении. В начале 2004 года Дешари вместе с Матье Руа пытался наладить работу Gna!, используя ту же политику и программы, но с другим процессом принятия решений. В 2010 году у Savannah и Gna! был частично общий персонал, который работал над обоими проектами.
Хотя централизованные хостинги, такие как Gna!, были популярны, Дешари постепенно отказался от распространения хостингов. Он собирал программы хостинга под эгидой Фонда свободного ПО Франции и работал с ними на основе кластеров OpenStack. Дешари помогал проектам GNU Compiler Collection и Software Freedom Conservancy путём обеспечения и поддержки хостингов. В конце 2008 года он создал самодеятельный дата-центр (кодовое название microdtc34) в комнате площадью 7 м² в центре Парижа, ему помогал Лоран Герби, который участвовал в создании tetaneutral.net.

### April.org
Дешари был удостоен почётного членства в ассоциации April. От имени April с 2006 по 2009 год он участвовал в работе специализированного комитета по терминологии и неологизмам в информатике и электронике, прежде всего, для обсуждения определения свободного программного обеспечения.

### Upstream University
Вскоре после саммита OpenStack в апреле 2012 года Дешари основал Upstream University, чтобы подготовить высококлассных разработчиков свободного программного обеспечения.